# 卒都婆小町
卒都婆小町（そとばこまち）は能楽作品。また「そとわこまち」（観世流）、「そとわごまち」（喜多流）ともいう。観阿弥作。小野小町を主人公とする「小町物」の代表的作品である。七小町の一曲。
乞食の老女が卒塔婆に腰掛けているのを、高野山の僧が見咎め、説教を始めるが、逆に法論でやり込められる。驚いた僧が彼女の名を聞けば、かつては才色兼備を謳われた小野小町の成れの果てだという。彼女は自らの来し方を語り始めるが、彼女にあこがれて通いつめながらついに願いを果たせなかった四位の少将の霊にとりつかれ、苦しめられる。

## 翻案作品
- 三島由紀夫作の近代能楽の戯曲「卒塔婆小町」